# Bandhagen
Bandhagen est un quartier d'Enskede-Årsta-Vantör à Stockholm en Suède..

## Situation
Bandhagen est un quartier situé dans le district d'Enskede-Årsta-Vantör.
Le quartier borde les quartiers de Högdalen, Stureby et Örby.
Bandhagen consiste en grande partie en un lotissement composé d'immeubles de faible hauteur construits de manière à former des cours avec beaucoup de verdure. 
Le quartier a aussi un certain nombre de maisons individuelles qui donnent au quartier un caractère varié. 
Le bâtiment est typique de son époque et un bon exemple d’architecture de logements sociaux. 
Le quartier est classé patrimoine culturel et historiquement précieux par le musée de la ville de Stockholm. L'école de Bandhagen, est labellisé bleue par le musée de la ville, ce qui signifie qu'il représente « des valeurs culturelles et historiques extrêmement élevées ».

## Transports
La station de métro Bandhagen de la ligne T19 du métro de Stockholm est située entre les stations Stureby et Högdalen. 
La distance jusqu'à Slussen est de 5 kilomètres. 
La gare a été ouverte le 22 novembre 1954.

## Galerie

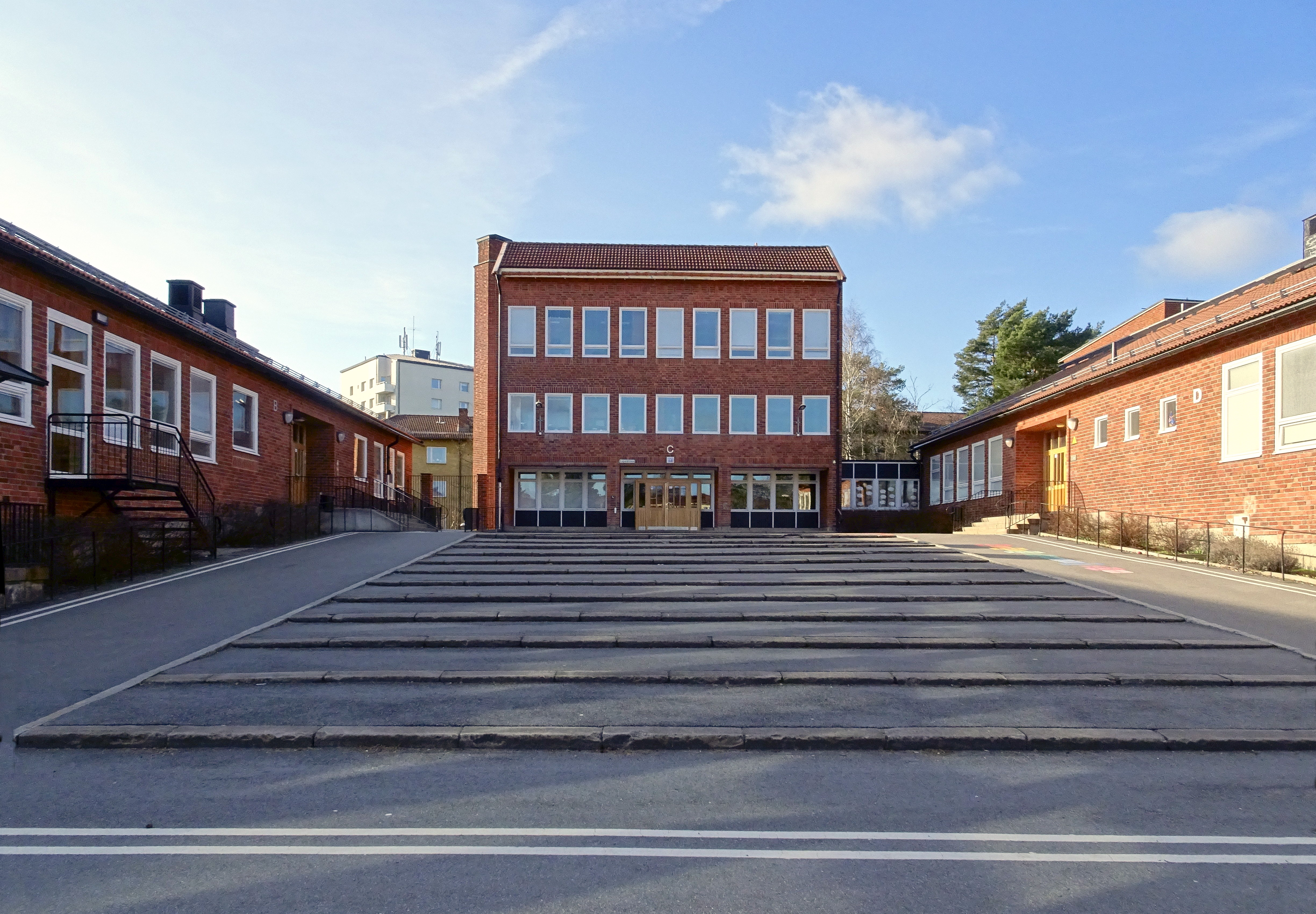
L'école de Bandhagen.
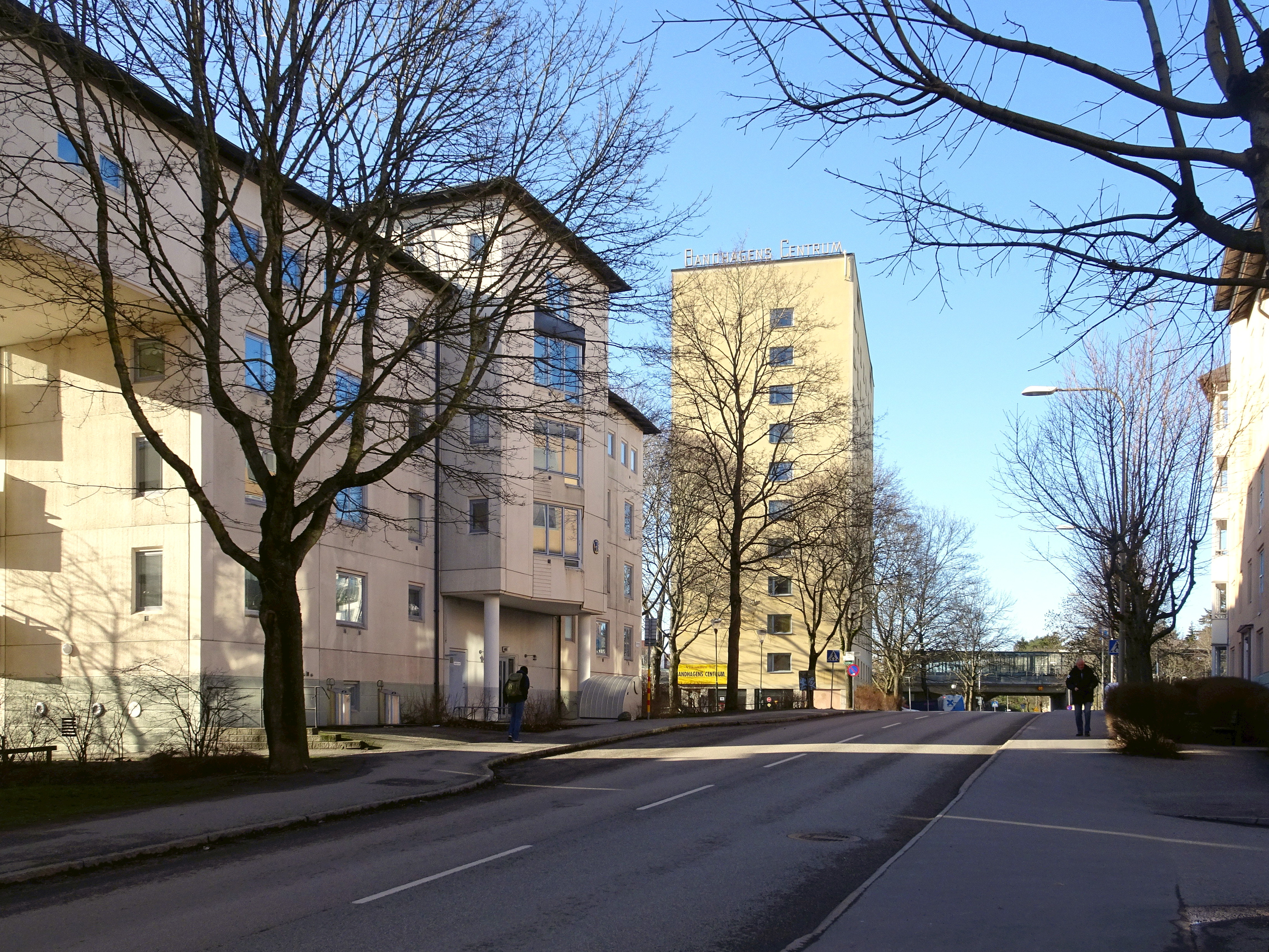
Trollesundsvägen.
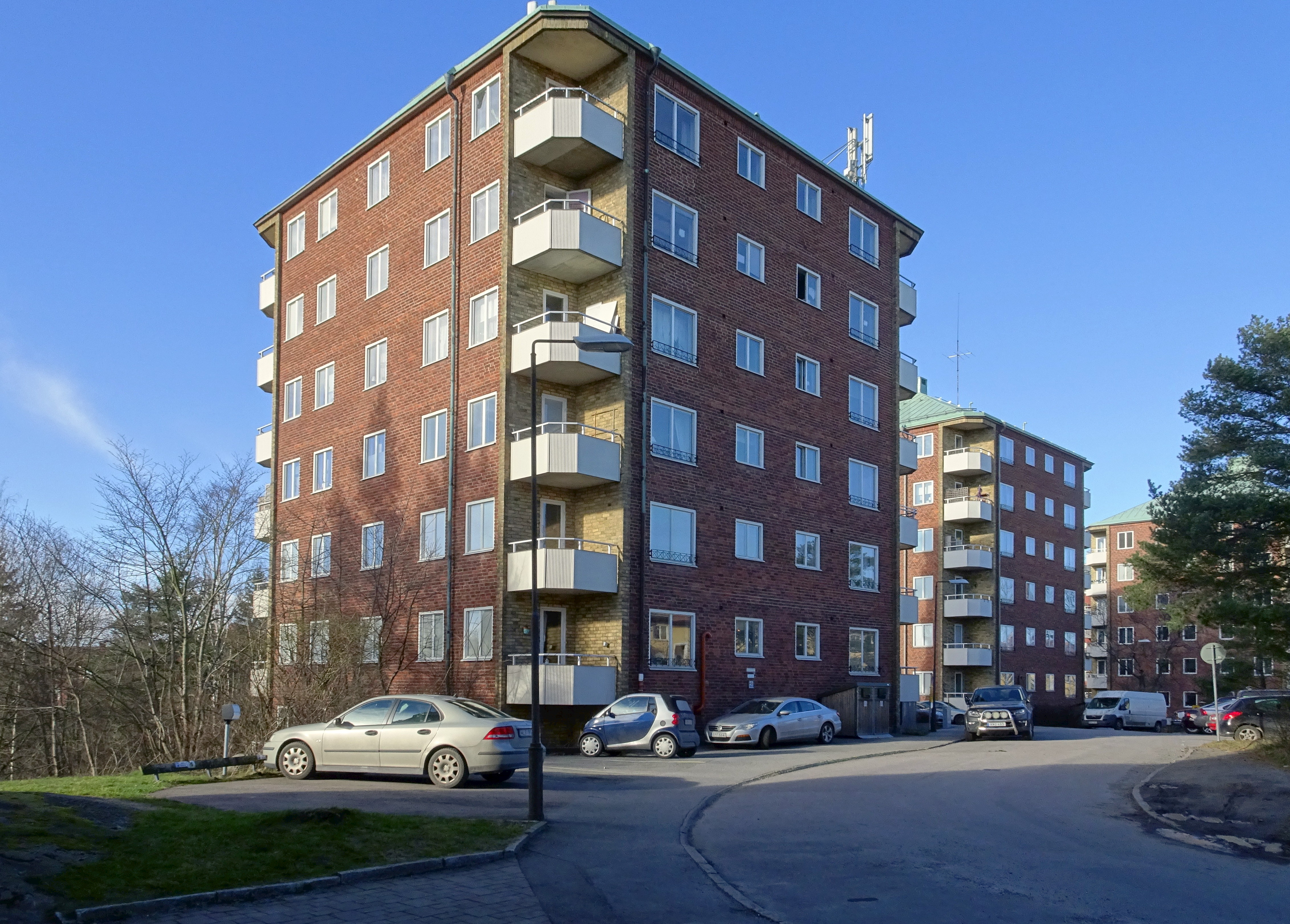
Fågelstavägen.
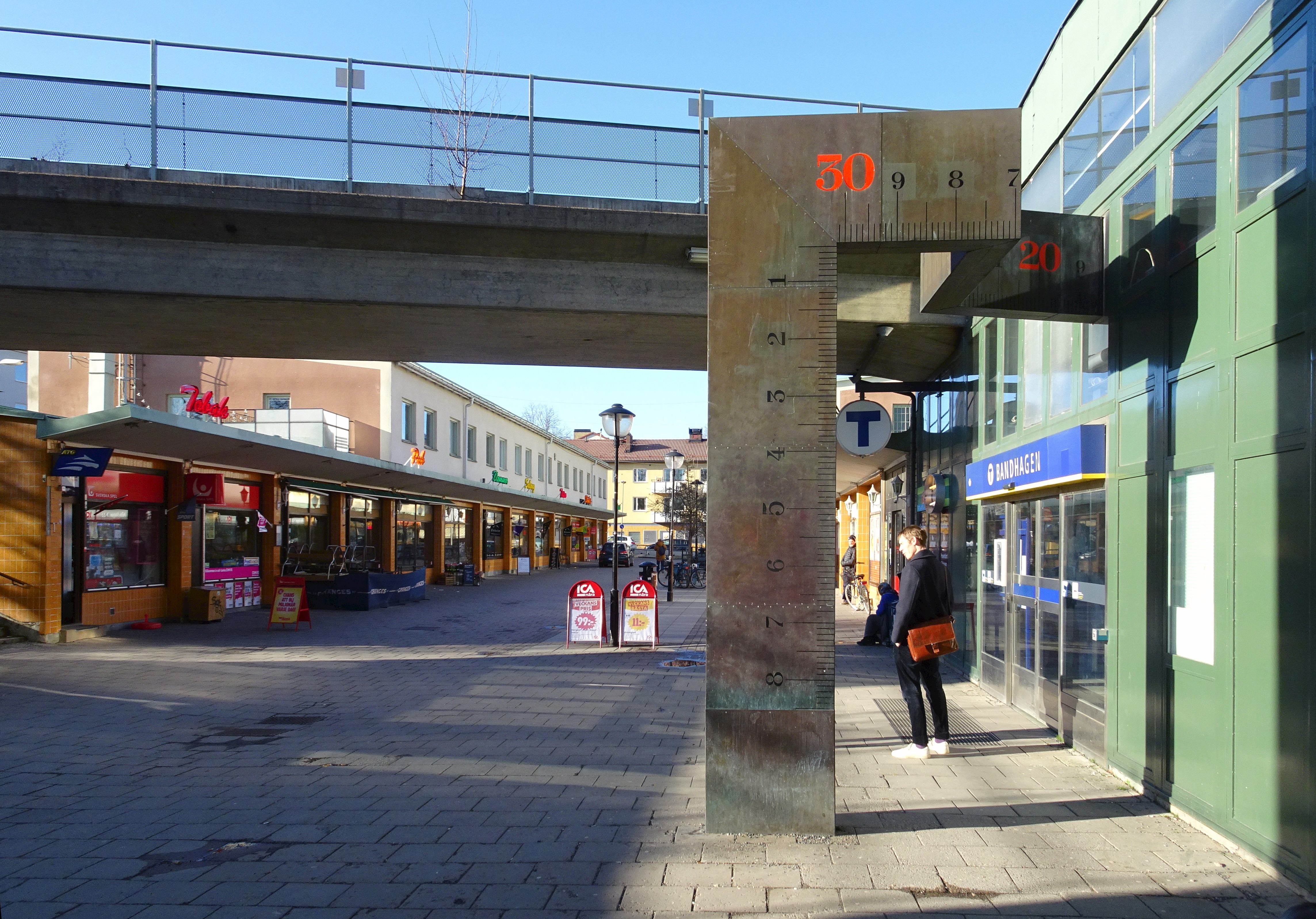
Centre et métro.